# Macquaria australasica
Macquaria australasica é um peixe da família Percichthyidae. Pode ser encontrada nos rios e arroios do sudoeste da bacia hidrográfica do Murray-Darling na Austrália.